# 张芝联
张芝联（1918年7月11日—2008年），籍贯浙江鄞县，生于湖北汉口，中国当代历史学家、作家、国际问题专家，尤精法国历史。

## 生平
籍贯浙江鄞县，生于湖北汉口（今武汉市）。出生学术世家，为南明首辅大臣张煌言后人。父亲张寿镛，民国时期著名学者、财政要人、光华大学创始人。
1935年，考入北平燕京大学西语系。1937年，转学入上海光华大学。曾师从张歆海学习英国文学，师从国学大师吕思勉、童书业学习历史。
1941年，考入燕京大学研究院，研究中国历史。师从张尔田、聂崇歧。期间发表论文《〈资治通鉴〉纂修始末》，为学术生涯之始。
1946年，赴美国留学，入读美国耶鲁大学研究生院，攻读历史。1947年，转赴英国牛津大学，继续研究历史。
归国后，受聘于上海光华大学。1951年，受聘于北京燕京大学历史系，教授世界史。1952年，全国高校院系调整，调入北京大学历史系，担任历史教授。1988年，退休。2008年5月27日12时40分，在北京病逝，享寿九十岁。

## 人权研究
张芝联是中国大陆改革开放后倡导人权民权研究的先声。张基于对法国大革命、法国人权宣言的历史研究，于1989年初在北京外国问题研究会成立大会上首次提出当代中国研究人权问题的必要性、迫切性与重要性。张并承担了中国国家社会科学基金重点课题《国际关系中的人权问题》。于1989年和1991年，在北京组织了两次国际人权问题研讨会。并编辑出版了人权问题研究方面的著作，包括《国际人权纵横》。

## 学术任职
- 法国革命史国际委员会，理事（1983年当选）
- 中国社会科学院世界历史研究所，学术委员
- 中国史学会，理事
- 中国法国史研究会，会长
- 北京外国问题研究会，会长
- 北京大学欧洲研究中心，主任
- 中国18世纪研究会，会长（1995年当选）
- 华东师范大学光华学院，名誉院长（2002年任命）

## 政治委任
- 中国人民政治协商会议全国委员会委员、全国政协外事委员会委员（1986年至1998年当选）

## 荣誉
- 1985年，获得法兰西共和国荣誉军团骑士勋章[2]

## 代表著作
张芝联著作宏富，代表有：
- 《世界通史》，编著
- 《世界史资料丛刊》，编审
- 《1815—1870年的英国》（英国史资料集），编译
- 《费尔南·布罗代尔的史学方法》，1986年发表，论文
- 《法国通史》，编著，为中国第一部法国通史
- 《从高卢到戴高乐》，1988年出版，专集
- 《国际人权纵横》
- 《张芝联演讲精选》，商务印书馆出版，英文、法文
- 《二十年来演讲录》
- 《法国史论集》
- 《我的学术道路》